# Novodomské a polské rašeliniště
Novodomské a polské rašeliniště este o arie protejată (arie specială de conservare — SAC, sit de importanță comunitară — SCI) din Republica Cehă întinsă pe o suprafață de 2.614,29 ha, integral pe uscat.

## Localizare
Centrul sitului Novodomské a polské rašeliniště este situat la coordonatele 50°30′39″N 13°12′39″E / 50.510833°N 13.210833°E.

## Înființare
Situl Novodomské a polské rašeliniště a fost declarat sit de importanță comunitară în aprilie 2005 pentru a proteja 2 specii de plante. Situl a fost protejat și ca arie specială de conservare în martie 2016.

## Biodiversitate
Situată în ecoregiunea continentală, aria protejată conține 5 habitate naturale: Mlaștini turboase de tranziție și turbării mișcătoare, Mlaștini oligotrofe degradate, capabile încă de regenerare naturală, Păduri acidofile de Picea de la nivel montan la nivel alpin (Vaccinio-Piceetea), Turbării active, Mlaștini împădurite.
La baza desemnării sitului se află mai multe specii protejate de  plante (2): Coleanthus subtilis, Orthotrichum rogeri.